# سیارک ۱۴۳۴۶
سیارک ۱۴۳۴۶ (به انگلیسی: 14346 Zhilyaev، نامگذاری:1985QG5) چهارده هزار و سیصد و چهل و ششمین سیارک کشف شده‌است که در ۲۳ اوت ۱۹۸۵ کشف شد.
قدر مطلق سیارک برابر ۳۷.۱ است.